# Kinathukadavu
Kinathukadavu (o Kinathukadavoo, Kinattukkadavu) è una suddivisione dell'India, classificata come town panchayat, di 8.154 abitanti, situata nel distretto di Coimbatore, nello stato federato del Tamil Nadu. In base al numero di abitanti la città rientra nella classe V (da 5.000 a 9.999 persone).

## Geografia fisica
La città è situata a 10° 49' 0 N e 77° 1' 0 E e ha un'altitudine di 307 m s.l.m..

## Società

### Evoluzione demografica
Al censimento del 2001 la popolazione di Kinathukadavu assommava a 8.154 persone, delle quali 4.230 maschi e 3.924 femmine. I bambini di età inferiore o uguale ai sei anni assommavano a 871, dei quali 433 maschi e 438 femmine. Infine, coloro che erano in grado di saper almeno leggere e scrivere erano 5.451, dei quali 2.978 maschi e 2.473 femmine.